# Taccjana Mazurkevič
Taccjana Michajlaŭna Mazurkevič (in bielorusso Таццяна Міхайлаўна Мазуркевіч?, in russo Татьяна Михайловна Мазуркевич?, Tat'jana Michajlovna Mazurkevič; 7 settembre 1983) è una pentatleta bielorussa.

## Palmarès
In carriera ha conseguito i seguenti risultati:
- Mondiali:

Mosca 2004: argento nel pentathlon moderno a squadre e staffetta a squadre e bronzo individuale.
Berlino 2007: oro nel pentathlon moderno a squadre.
- Europei

Albena 2004: bronzo nel pentathlon moderno staffetta a squadre.
Budapest 2006: argento nel pentathlon moderno a squadre.
Mosca 2008: argento nel pentathlon moderno a squadre.